# Ibusuki
Ibusuki (指宿市, Ibusuki-shi) est une ville japonaise située sur l'île de Kyūshū, dans la préfecture de Kagoshima.

## Géographie

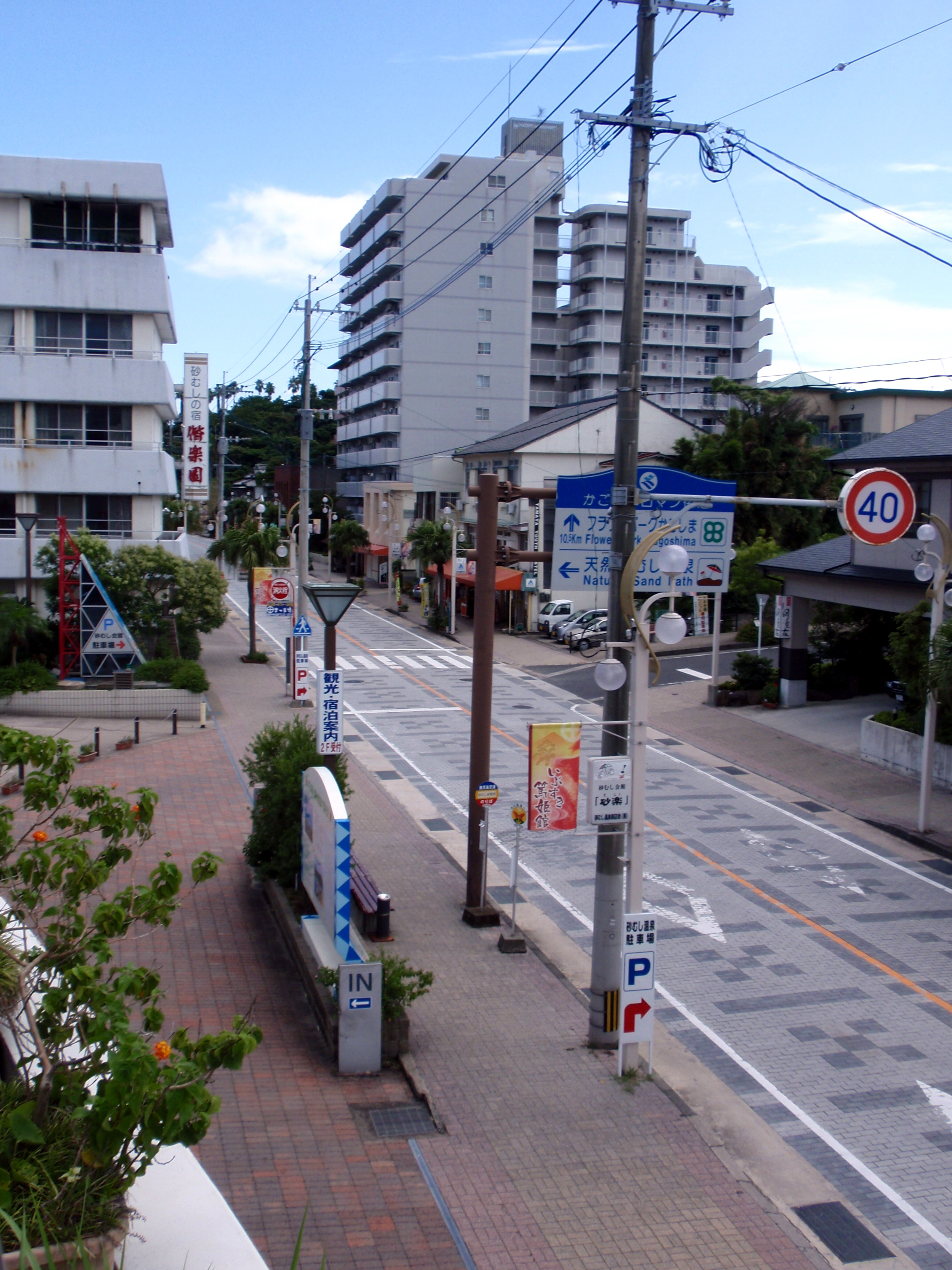
Une rue d'Ibusuki.

### Situation
Ibusuki est située à l'extrême sud de l'île de Kyūshū, à l'entrée de la baie de Kagoshima. Le mont Kaimon se trouve au sud-ouest de la ville.

### Démographie
Lors du recensement national de 2010, la population d'Ibusuki était estimée à 44 518 habitants. En juin 2021, la population était de 38 189 habitants, répartis sur une superficie de 148,84 km2.

### Hydrographie
Les lacs Ikeda et Unagi se trouvent sur le territoire de la ville.

## Histoire
Le village moderne d'Ibusuki a été fondé en 1889. Il devient un bourg en 1933 puis une ville en 1954. Le 1er janvier 2006, les villes de Kaimon et Yamagawa ont fusionné avec Ibusuki.

## Culture locale et patrimoine

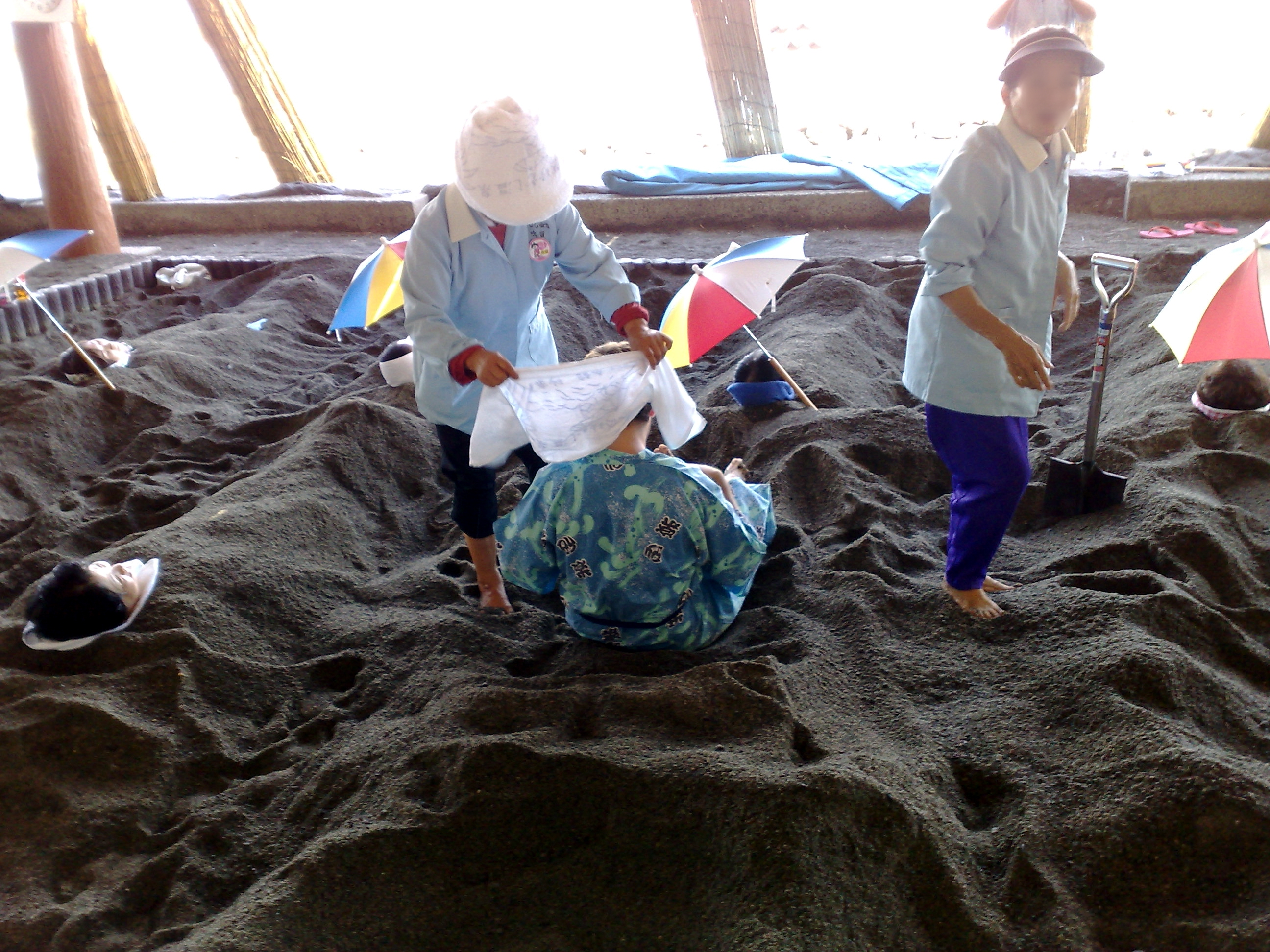
Onsen d'Ibusuki.

La ville d'Ibusuki est célèbre pour ses stations thermales proposant des bains de sable volcanique et des bains d'eau de différentes températures.
La ville possède aussi un jardin botanique expérimental.

### Patrimoine religieux
- Sanctuaire Hirakiki

### Culture populaire
Évoli, de la franchise Pokémon, a été désigné ambassadeur du tourisme pour la ville d'Ibusuki. Depuis février 2019, la ville possède des plaques d'égout à l'effigie de chacune des neuf évolutions connues à ce moment.

## Transports
La ville est desservie par la ligne Ibusuki Makurazaki de la JR Kyushu. La gare de Nishi-Ōyama est la plus méridionale du Japon.
Ibusuki possède un port. Des liaisons par ferry existent avec Kagoshima, Minamiosumi et Yaku-shima.

## Jumelage
La ville est jumelée avec Rockhampton en Australie. Elle est aussi jumelée avec les villes japonaises de Hitoyoshi et Chitose.